# Kepler-20
Kepler-20 es una estrella a 950 años luz de la Tierra en la constelación Lyra y con una temperatura menor que el Sol, es un sistema planetario de cinco planetas. El 20 de diciembre de 2011 el telescopio espacial Kepler lo descubrió. En este sistema se descubrieron dos planetas similares a la Tierra por su tamaño y composición de roca. Uno de ellos es llamado Kepler-20e que es menor que Venus y orbita su estrella en seis días y que tiene 760 °C, el otro es Kepler-20f es más grande que la Tierra, orbita en diecinueve días y tiene 427 °C.

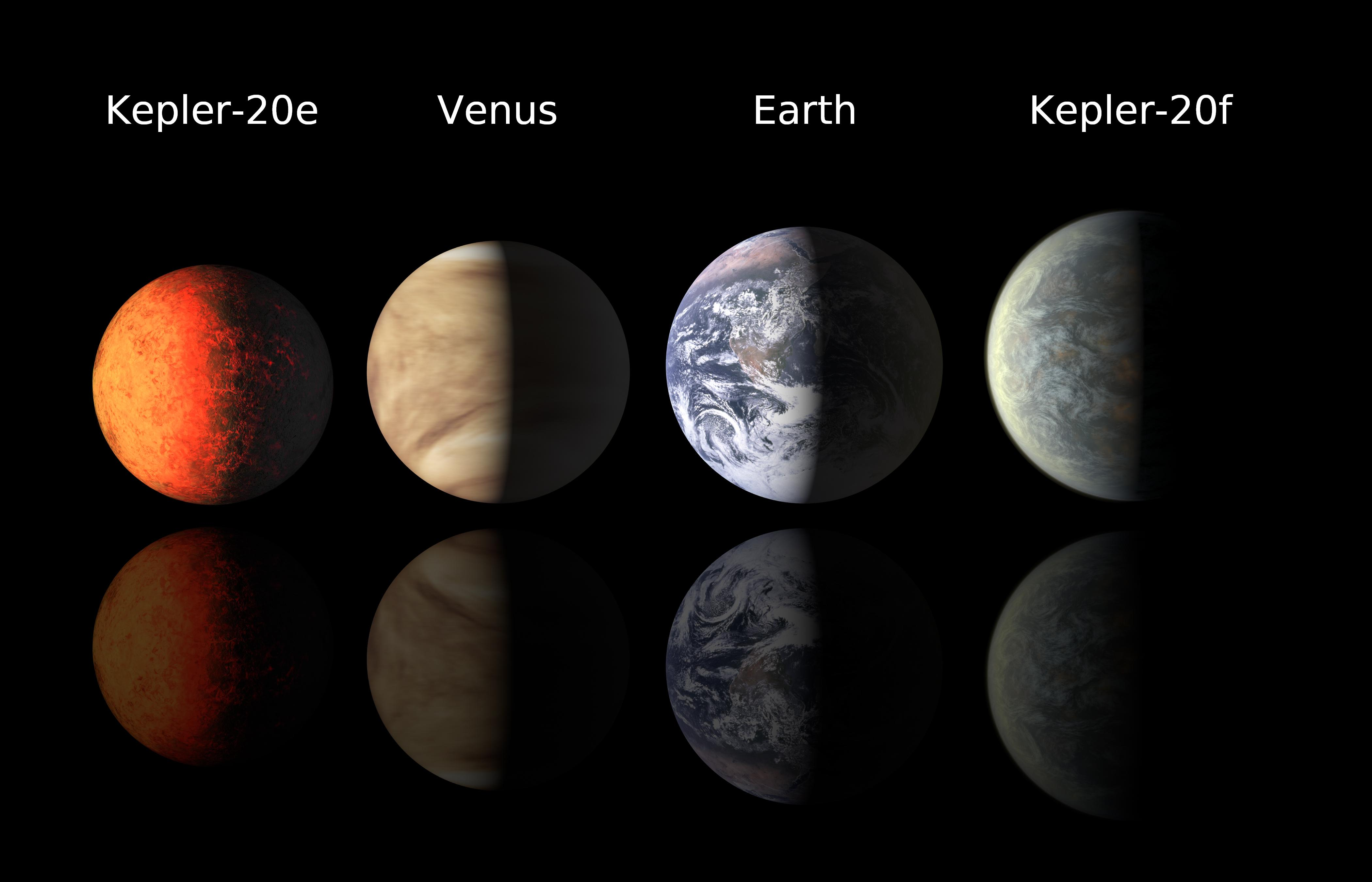
Comparación de los tamaños de Kepler20-e y f junto con Venus y la Tierra.

Aunque los planetas están muy cerca de la estrella, la NASA lo dio como un hito por descubrir planetas tan pequeños y por ser un posible inicio de nuevas búsquedas.
Además de la pareja de planetas similares a la Tierra, la misión ha descubierto que el sistema de Kepler-20 contiene también tres planetas de dimensiones significativamente mayores. Los cinco planetas tienen órbitas internas a la órbita equivalente a la de Mercurio en el sistema solar.

| Planeta | Masa                 | Semieje mayor (UA) | Periodo orbital (días) | Excentricidad | Inclinación | Radio    |
| ------- | -------------------- | ------------------ | ---------------------- | ------------- | ----------- | -------- |
| b       | 9,70 +1,41-1,44 M⊕   | 0,04537            | 3,6961219              | <0,32         | ?           | 1,91 R⊕  |
| e       | 0,39–1.67 M⊕         | 0,0507             | 6,098493               | <0,28         | ?           | 0,868 R⊕ |
| c       | 16.1 M⊕              | 0.093 ± 0.001      | 10.854092              | <0.40 3       | ?           | 3.07 R⊕  |
| f       | 0.66–3.04 M⊕         | 0.1104             | 19.57706               | <0.32         | ?           | 1.034 R⊕ |
| g       | 19.96 +3.08 −3.61 M⊕ | 0.2055             | 34.940                 | ≤ 0.16        | ?           | ?        |
| d       | <20.1 M⊕             | 0.3453             | 77.61184               | <0.60         | ?           | 2.75 R⊕  |